# Scelio cahirensis
Scelio cahirensis är en stekelart som beskrevs av Hermann Priesner 1951. Scelio cahirensis ingår i släktet Scelio och familjen Scelionidae. Inga underarter finns listade i Catalogue of Life.